# Хав'єр Кастильєхо
Хав'єр Кастильєхо (ісп. Javier Castillejo; 22 березня 1968) — іспанський професійний боксер, чемпіон світу за версією WBC (1999—2001) та «тимчасовий» чемпіон WBC (2002—2003) у першій середній вазі, регулярний чемпіон WBA (Regular) (2006—2007) у середній вазі, чемпіон Європи за версією EBU (1994—1995, 1998) у першій середній вазі.

## Професіональна кар'єра
Маючи рекорд 29-1, 24 квітня 1993 року вийшов на бій проти чемпіона WBA в першій середній вазі Хуліо Сезар Васкеса (Аргентина) і програв одностайним рішенням.
11 січня 1994 року в бою проти Бернара Раззано завоював титул чемпіона Європи за версією EBU у першій середній вазі. Провівши чотири успішних захиста, 3 січня 1995 року програв технічним нокаутом Лорану Будуані (Франція). 6 січня 1996 року в реванші програв йому вдруге.
2 липня 1998 року завоював вдруге вакантний титул чемпіона Європи за версією EBU. 
29 січня 1999 року в бою проти Кіта Маллінгса (США) завоював титул чемпіона світу за версією WBC у першій середній вазі. Здобувши впродовж 1999—2000 років сім перемог, п'ять з яких були захистами титулу, 23 червня 2001 року вперше вийшов на бій у Сполучених Штатах проти чемпіона в чотирьох вагових категоріях Оскара Де Ла Хойя, який піднявся у вазі заради титулу в п'ятій категорії. Американець і здобув перемогу одностайним рішенням.
15 липня 2006 року, нокаутувавши Фелікса Штурма (Німеччина), іспанець завоював титул WBA (Regular) у середній вазі. 14 грудня 2006 року після того, як суперчемпіон WBA Джермейн Тейлор (США) був позбавлений титулу після того, як не сплатив санкційні збори WBA у 2 своїх попередніх боях, Кастильєхо був підвищений до повноцінного чемпіона.
28 квітня 2007 року програв в реванші Феліксу Штурму і втратив титул чемпіона.